# Dmitriy Starodubtsev
Dmitriy Andreevich Starodubtsev (russe : Дмитрий Андреевич Стародубцев), né le 3 janvier 1986, est un athlète russe, spécialiste du saut à la perche.

## Carrière
Figurant parmi les meilleurs espoirs russes du saut à la perche, il se classe deuxième des Championnats du monde cadets de 2003, et remporte dès l'année suivante le titre mondial junior avec un saut à 5,50 m, nouveau record personnel. Il confirme son potentiel en 2005 en décrochant le titre des Championnats d'Europe juniors (5,50 m), devant le Grec Konstadínos Filippídis.
Éliminé dès les qualifications lors des Championnats du monde en salle et des Championnats d'Europe 2006, il obtient sa première place de finaliste au niveau senior à l'occasion des Championnats d'Europe en salle 2007 de Birmingham où il se classe sixième du concours avec un saut à 5,41 m. Il n'est pas retenu pour les mondiaux d'Osaka.
En juillet 2008, Dmitriy Starodubtsev porte son record personnel à 5,75 m à l'occasion des Championnats de Russie de Kazan. Sélectionné pour les Jeux olympiques de Pékin, il se classe cinquième de la finale après avoir franchi 5,70 m à son deuxième essai.
Sixième des Championnats du monde en salle 2010, à Doha (5,45 m), il échoue dès les qualifications des Championnats d'Europe de Barcelone.
Le 1er janvier 2012 à Tcheliabinsk, il réussit à passer la barre de 5,90 m, soit deux jours avant ses vingt-six ans. Cette performance constitue évidemment alors la meilleure performance mondiale de l'année 2012 et est un exploit qui survient très tôt dans l'année.
Le 27 octobre 2016, il est disqualifié de sa 4e place de la finale des Jeux olympiques de Londres pour dopage. Il est suspendu du 2 juillet 2016 au 1er juillet 2018. En avril 2017, il fait partie de cinq athlètes russes qui admettent s'être dopés.

## Palmarès
| Date | Compétition                    | Lieu       | Résultat | Marque |
| ---- | ------------------------------ | ---------- | -------- | ------ |
| 2003 | Championnats du monde cadets   | Sherbrooke | 2e       | 5,10 m |
| 2004 | Championnats du monde juniors  | Grosseto   | 1er      | 5,50 m |
| 2005 | Championnats d'Europe juniors  | Kaunas     | 1er      | 5,50 m |
| 2005 | Universiade                    | Izmir      | 7e       |        |
| 2006 | Coupe du monde des nations     | Athènes    | 9e       | 5,20 m |
| 2007 | Championnats d'Europe en salle | Birmingham | 6e       | 5,41 m |
| 2008 | Jeux olympiques                | Pékin      | 5e       | 5,70 m |
| 2010 | Championnats du monde en salle | Doha       | 6e       | 5,45 m |
| 2011 | Championnats du monde          | Daegu      | 12e      | 5,65 m |
| 2012 | Championnats du monde en salle | Istanbul   | 9e       | 5,50 m |
| 2012 | Jeux olympiques                | Londres    | —        | DSQ    |

## Records
| Épreuve          | Épreuve   | Performance | Lieu         | Date             |
| ---------------- | --------- | ----------- | ------------ | ---------------- |
| Saut à la perche | Plein air | 5,75 m      | Kazan        | 19 juillet 2008  |
| Saut à la perche | En salle  | 5,90 m      | Tcheliabinsk | 1er janvier 2012 |